# 甘蒙省
甘蒙省是老撾的一個省份，位於老撾中部近南部。甘蒙的西面是泰國，東面是越南；北部是波里坎塞省，南部是沙灣拿吉省。
甘蒙省面积为16,315平方（6,299平方英里），主要是森林覆盖的山地地形。许多溪流流经该省，汇入湄公河。纳开-南腾国家公园的广阔森林是一个重要的集水区，滋养了许多湄公河支流，并形成南腾2号水库，这是老挝最大的水力发电项目。色本斐河、南欣本河和南腾河是该省的主要河流。
未完成的他曲-谭阿普铁路的一部分将穿过该省，通过姆贾山口连接到越南广平省的谭阿普火车站，并与南北铁路相连。

## 地理
甘蒙省主要是森林覆盖的山地地形。 该省北部和西北部与博利坎赛省接壤，东部与越南接壤，南部与沙湾拿吉省接壤，西部与泰国接壤。 许多溪流流经该省，汇入湄公河。该省山区的主要河流有色本斐河（长239（149英里））、南欣本河、南腾河和南鸠河。 湄公河与安南山脉之间的甘蒙高原具有峡谷、石窟、丛林、石灰岩山丘和河流。
省会他曲位于湄公河畔，与泰国接壤，有边境检查站那空拍侬。这座城市有许多按法国殖民建筑风格设计的建筑物。 2011年11月11日通车的第三泰老友谊大桥横跨湄公河。大桥长1,423（4,669英尺），宽13（43英尺）。
坦空洛洞（意为“黑暗中的美丽”）是欣本山国家保护森林区的一部分。其西入口位于欣本区的班坦空洛村，东入口位于纳凯区的班纳坦村。洞穴全长约7.4（4.6英里）。其宽度从10（33英尺）到90（300英尺）不等。高度范围为20（66英尺）到100（330英尺）。欣本河常年流经该洞穴。万塔特（Vang That） 和 哈德赛琅（Had Xay Luang） 是洞穴内的两处悬挂岩石。哈德赛琅处有一片白色沙滩，长约150（490英尺），宽约100（330英尺）。 洞穴可以通过两条路线到达，一条是沿13号公路从万象到欣本区，另一条是沿欣本河乘船前往。

## 保护区

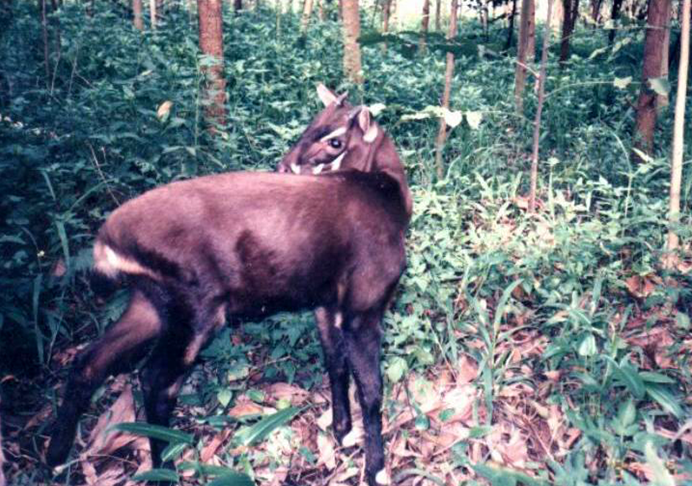
在老挝发现的苏拉羚 (Pseudoryx nghetinhensis)

该省的森林区包括三个保护区。它们是：纳开-南腾国家公园，覆盖甘蒙省和波里坎赛省的安南山脉及相邻的纳开高原，面积为352,200公顷；欣南诺国家公园，面积为86,229公顷；以及普欣蓬国家生物多样性保护区，面积为150,000公顷。这些森林中有许多天然洞穴。
1996年，西方科学家在甘蒙省发现了一种啮齿动物，代表了一种此前仅在化石中发现的哺乳动物家族。这种被称为老挝岩鼠或kha-nyou (Laonastes aenigmamus) 的动物，也被称为“鼠松鼠”，于2005年被正式描述为一个新物种。该物种首次在Paulina Jenkins及其合作者的2005年文章中描述，他们认为该动物与所有现存啮齿动物不同，将其归入一个新科，老挝岩鼠科。它属于单型属Laonastes。
一些哺乳动物物种，部分是最近发现的，包括以下物种（Robichaud 2005）： 苏拉羚、大麂、罗斯福麂、长山麂、中南半岛疣猪、赫德猪、安南条纹兔、爪哇犀牛 (Rhinoceros sondaicus annamiticus)、印度支那虎和亚洲象。

### 重要鸟区
68,125公顷的欣南诺（也称为Hin Namno）重要鸟区（IBA）位于欣南诺国家生物多样性保护区（NBCA）。其地形特点是石灰岩喀斯特突起、起伏的石灰岩山丘以及山谷。该重要鸟区的栖息地特征包括植被稀疏的石灰岩喀斯特、半常绿热带雨林、混交落叶林、湿润落叶热带森林和湿常绿森林。越南凤冠鹃（Rheinardia ocellata）和奥斯汀棕犀鸟（Anorrhinus austeni）被列为近危物种。无纹松鼠（Callosciurus inornatus）已被确认为该重要鸟区内的重要动物。
甘蒙重要鸟区位于普欣蓬国家生物多样性保护区（NBCA）。该重要鸟区面积为79,000公顷，海拔为200—900（660—2,950英尺）。其地形和栖息地特征包括植被稀疏的石灰岩喀斯特、半常绿森林、混交落叶林以及非石灰岩基质。该重要鸟区因支持烟黑钩嘴鹛（Stachyris herberti）和一种弗朗索瓦叶猴（Trachypithecus francoisi）而著名。

## 历史
甘蒙省在老挝历史上具有重要地位。在公元5世纪左右，甘蒙省曾是扶南王国和占婆王国的所在地，古称西科塔邦或西科塔普拉。在法国殖民时期，西科塔邦改名为他曲，因此在他曲市区仍能看到许多法国殖民时期的建筑。如今，他曲仅作为省会城市的名字，因为“他曲”这一名字并未充分体现老挝的文化特色。

### 名人
在他曲市，有一位于1916年出生的人物，他曾与法国远征军并肩作战，后来赴法国深造，并返回老挝参加民族解放运动。他在新政权成立后，担任了重要领导职务。

### 历任省长
| 年份 | 姓名          | 老挝文姓名     |
| ---- | ------------- | -------------- |
| 1948 | 古沃拉翁      | ກຸວໍລະວົງ         |
| 1949 | 吝沙尼哥      | ໂງ່ນ ຊະນະນິກອນ   |
| 1951 | 本塔宋维莱    | ບຸນທັນ ຊົງວິໄລ     |
| 1953 | 尼特·辛哈拉   | ນິດ ສິງຫາຣາດ     |
| 1955 | 乌代·苏万纳翁 | ອຸໄດ ສຸວັນນະວົງ    |
| 1957 | 坤莱恩·本亚赛 | ຄຳເລື່ອນ ບຸນຍະແສງ |
| 1960 | 尼特·辛哈拉   | ນິດ ສິງຫາຣາດ     |
| 1964 | 乌代·苏万纳翁 | ອຸໄດ ສຸວັນນະວົງ    |
| 1970 | 西苏万        | ສີສຸວັນ           |
| 1971 | 坤莱恩·本亚赛 | ຄຳເລື່ອນ ບຸນຍະແສງ |
| 1972 | 素提吕克      | ສຸທິລຶກ           |
| 1974 | 本良·朱拉玛尼 | ບຸນລ້ຽງ ຈຸລາມະນີ   |
| 1975 | 坎派·本萨瓦   | ຄຳເພັດ ພູນສະຫວັດ  |
| 1975 | 万通·林宗普   | ວັນທອງ ລິນຊົມພູ    |
| 1979 | 帕迪·克玛尼   | ຜາດີ ແກ້ວມະນີ     |
| 1986 | 坎班·占塔桑   | ຄຳບານ ຈັນທະສອນ  |
| 1988 | 印彭·开亚翁   | ອິນປົງ ໄຄ້ຍະວົງ    |
| 1995 | 凯·帕利翁     | ເຄນ ຜາລີວົງ      |

## 人口
根据2015年的人口普查，甘蒙省的人口为392,052人。

## 行政区划
该省由以下九个县组成：
| 地图  | 代码       | 名称        | 老挝文 |
| ----- | ---------- | ----------- | ------ |
|       |            |             |        |
| 12-01 | 他曲县     | ເມືອງທ່າແຂກ   |        |
| 12-02 | 马哈赛县   | ເມືອງມະຫາໄຊ  |        |
| 12-03 | 农波县     | ເມືອງໜອງບົກ   |        |
| 12-04 | 欣本县     | ເມືອງຫີນບູນ    |        |
| 12-05 | 纳玛拉胶县 | ເມືອງຍົມມະລາດ |        |
| 12-06 | 布拉帕县   | ເມືອງບົວລະພາ  |        |
| 12-07 | 纳开县     | ເມືອງນາກາຍ   |        |
| 12-08 | 色邦非县   | ເມືອງເຊບັ້ງໄຟ  |        |
| 12-09 | 赛布东县   | ເມືອງໄຊບົວທອງ |        |
| 12-10 | 昆坎县     | ເມືອງຄູນຄຳ    |        |

## 经济
他曲，该省的省会，是一个重要的贸易中心。与波里坎赛省和沙湾拿吉省一样，它是老挝主要的烟草生产地区之一。 该省的一部分，特别是纳玛拉胶县，在2011年7月因大雨引发的洪水严重受灾，影响了该县的稻田，淹没了近700公顷，摧毁了数十个鱼塘并导致112头牛死亡。
该省有几家主要的矿业公司在运营，包括在他曲县开采石膏的矿业发展经济公司（Mining Development Economy Corporation），在色本斐县开采石膏的老挝-越南合资公司LAVICO有限公司，在他曲县开采石灰石的V.S.K.有限公司，以及在欣本县开采锡的老挝-朝鲜锡矿公司。 该省还有几种本地特色美食，包括一种米糕Kha Nom Phane。

## 地标
西科塔邦塔，也被称为西科塔邦佛塔，是沙湾拿吉的塔因杭和泰国的塔帕农的同代建筑，建于西科塔邦帝国时期。据说这些寺庙里供奉着佛祖的舍利。南塔森王为苏米塔王建造了这座佛塔。15世纪，赛赛塔提拉王统治时期对其进行了翻修。佛塔有四个方形，每边长25,030（82,120英尺），基座面积为14.33平方（154.2平方英尺），高度为29（95英尺）。塔顶呈现为香蕉花的形状。佛塔位于湄公河畔，每年在第三个农历月举行庆祝活动。
用石头建造的长城从他曲的西侧开始。它距离市区8（5.0英里），在13号公路上。它从南顿河延伸，总长度约为15（9.3英里）。在他曲的某些部分也能看到这道墙。其建造可追溯到19世纪西科塔邦帝国时期，现在被提议作为国家遗产保护地。
其他景点包括：塔坎瀑布（距他曲县约52公里），塔南坎瀑布（距他曲县约37公里），帕索坎森寺（一个位于农博县附近的古老寺庙，距他曲县约37公里），以及塔图帕旺佛塔（位于农博县北部）。

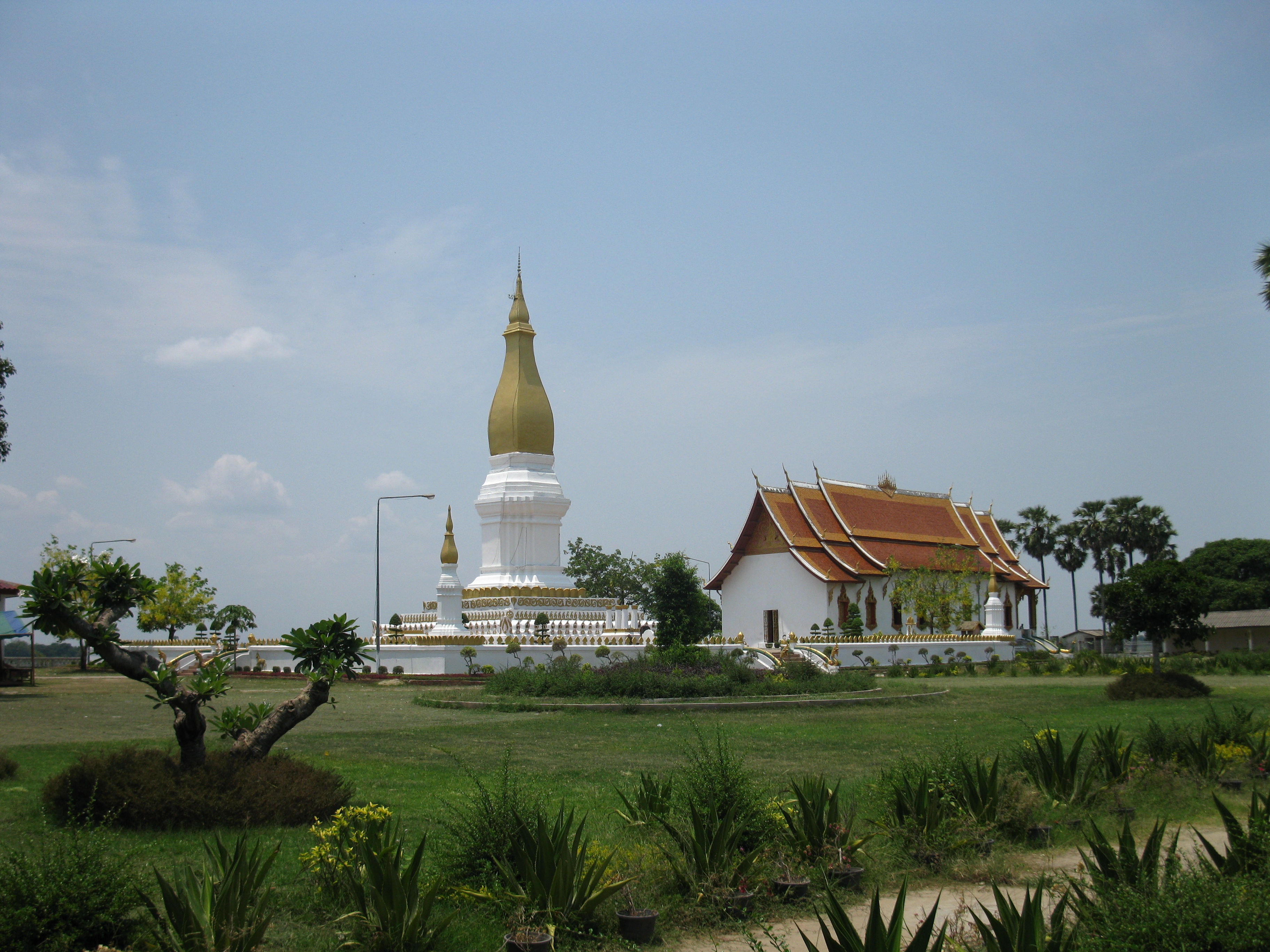
西科塔邦塔
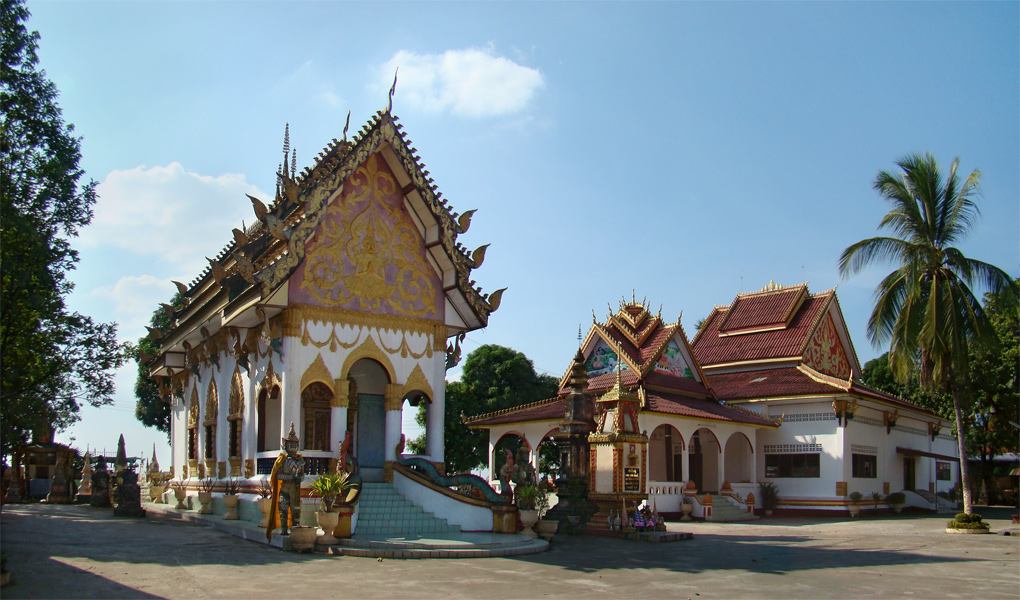
瓦纳博寺
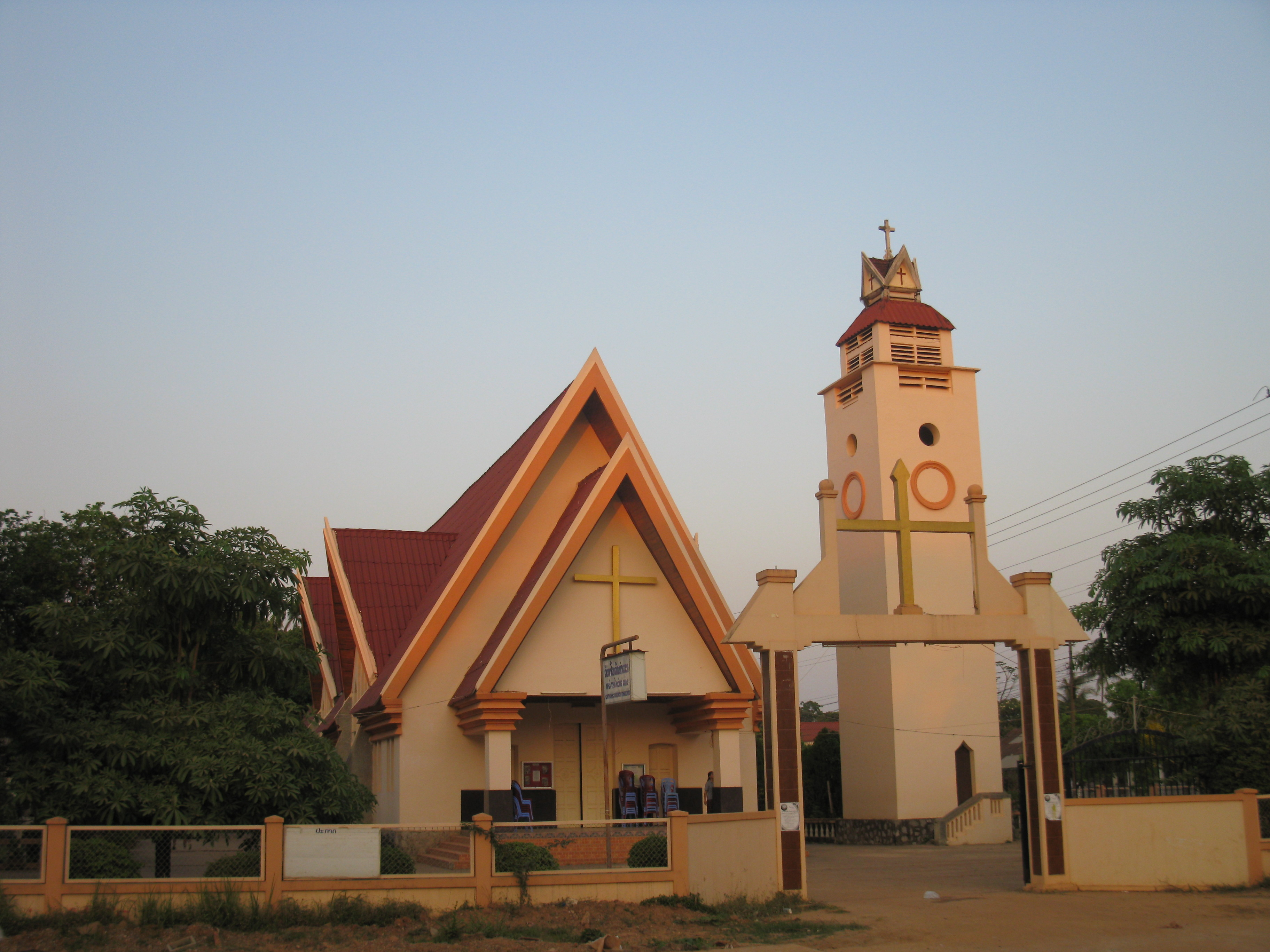
他曲天主教堂